# سامسون در معادن شاه سلیمان
سامسون در معادن شاه سلیمان (ایتالیایی: Maciste nelle miniere de re Salmone) یک فیلم شمشیر و صندل محصول سال ۱۹۶۴ سینمای ایتالیا که توسط پی‌یرو رنیولی نوشته و کارگردانی شده‌است. 